# 吉亞琴托·法切蒂
吉亞辛托·法切蒂（義大利語：Giacinto Facchetti，義大利語發音：[dʒaˈtʃinto fakˈketti]；1942年7月18日—2006年9月4日），已故義大利著名足球運動員，意大利足球傳奇後衛之一。退役后担任國際米蘭主席。他是「大国际米兰」（La Grande Inter）时代的核心球员之一，也是意大利国家队最伟大的球员之一。

## 生平
法切蒂是義大利最知名的足球后卫之一，由一手發掘羅致加入國際米蘭，其整個球員生涯都是在國際米蘭度過。雖然在場上司職後衛，卻擁有很高的攻擊力。在他參加634場賽事中，法切蒂打進了75個進球，帶領國際米蘭贏得了1963、1965、1966、1971年合共四屆意甲聯賽冠軍；又在1964年、1965年贏得兩屆歐洲冠軍杯冠軍及洲際盃冠軍。此外，法切蒂還代表義大利國家隊出場達94次（是當時代表義大利最多紀錄），帶領義大利隊在1970年世界杯上贏得亞軍及1968年歐洲足球錦標賽上獲得冠軍。60年代在教練赫雷拉領導下，擁有范察堤等骨幹成員的國際米蘭將十字聯防戰術在義大利發揚光大。
退役後，法切蒂仍然留在國際米蘭，長期擔任管理職務，曾擔任技術總監、董事會成員、世界大使及副會長。自2004年1月19日起他出任國際米蘭主席。2006年9月4日，法切蒂因肝癌去世。为了纪念这位伟大的球星，国际米兰已经作出将3号球衣“终身退役”的决定。

## 所获主要荣誉

### 國際米蘭
- 意甲联赛冠军:1962/63赛季；1964/65赛季；1965/66赛季；1970/71赛季；
- 意大利杯冠军：1977/78赛季；
- 歐洲冠軍球會盃冠军：1963/64赛季；1964/65赛季；
- 歐洲冠軍球會盃亚军：1966/67赛季；1971/72赛季；
- 洲际杯冠军：1964；1965；

### 義大利國家足球隊
- 1970年世界杯亚军；
- 1968年歐洲國家盃冠军；

### 個人榮譽
- 1999年被《世界足球雜誌》評選為20世紀最偉大的100名足球運動員之一
- FIFA 100 (2004年，由贝利拟定的125位最伟大足球运动员名单)；[2]
- 2006年獲金足傳奇人物獎

## 比赛风格
法切蒂约190厘米的身高和快速奔跑的能力颠覆了当时足球界对边后卫的固有印象。在利用良好的身体条件进行稳固的防守后，他擅长将抢断的皮球径自带入前半场，并经常参与进攻。他的这一独特风格在贝肯鲍尔为代表的自由人以及荷兰的全攻全守战略出现前，是足球界一大创举。在总计参加的634场比赛中，法切蒂一共攻入75个进球，这充分体现了进攻型后卫的威力。
此外，法切蒂在职业生涯只曾因諷刺球證拍掌而僅受過一次红牌处分，其冷静的头脑和攻守兼备的比赛风格使得他长期担任意大利国家队的队长，其以队长身份参加的国家队比赛共有70场，这仅次于日后的保罗·马尔蒂尼。后者曾74次戴上意大利队队长袖标。

## 軼事
2006年世界杯期间，中国足球解说员黄健翔引发的解说门事件中，黄曾提及“法切蒂、卡布里尼、马尔蒂尼在这一刻灵魂附体”，这从一个侧面反映了法切蒂在意大利足球史上的地位。